# Варжен (Сан-Паулу)
Варжен (порт. Vargem) — муниципалитет в Бразилии, входит в штат Сан-Паулу. Составная часть мезорегиона Макрорегион агломерации Сан-Паулу. Входит в экономико-статистический микрорегион Браганса-Паулиста. Население составляет 8430 человек на 2006 год. Занимает площадь 142,596 км². Плотность населения — 59,1 чел./км².

## История
Город основан 31 декабря 1997 года.

## Статистика
- Валовой внутренний продукт на 2003 составляет 35.325.354,00 реалов (данные: Бразильский институт географии и статистики).
- Валовой внутренний продукт на душу населения на 2003 составляет 4.550,48 реалов (данные: Бразильский институт географии и статистики).
- Индекс развития человеческого потенциала на 2000 составляет 0,782 (данные: Программа развития ООН).

## География
Климат местности: горный тропический. В соответствии с классификацией Кёппена, климат относится к категории Cwb.